# Lago di Campotosto
Lago di Campotosto er en kunstig sø i regionen Abruzzo i
det centrale Italien. Reservoiret ligger i en højde af 1.313 moh. i bjergkæden Appenninerne, og har et areal på 14 km². Den ligger i Nationalpark Gran Sasso og Monti della Laga.
Søen kan nås via Strada Maestra del Parco (en) (en del af statsvej 80 Teramo-L'Aquila) fra enten L'Aquila eller Adriaterhavets kyst. Mindre veje fører til Capitignano, Montereale og Amatrice.

## Historie
Det område hvor søen nu ligger, har tidligere været brugt som energiresource af små lokale industrier frem til den første del af det 20. århundrede. Lago di Campotosto blev skabt i 1930'erne ved at anlægge tre dæmninger, for at skabe et reservoir til produktion af vandkraft i Vomanodalen.
Under opbygningen af Lago di Campotosto , var der en befæstet kabelbane til jernbanestationen i Capitignano. Den blev brugt til at transportere byggematerialer og fjerne materiale fra udgravninger.
Fra Capitignano gik jernbanen til L'Aquila, og havde tidligere været brugt til at transportere tørv. Banen blev nedlagt efter færdiggørelsen af byggerierne.

## Flora and fauna
Lago di Campotosto Reservatet, i provinsen L'Aquila i Abruzzo er et statsejet vildtreservat. Her findes træer som bøg, pil og akacier, og dyr som grævlinge, fasaner og ræve.

## Attraktioner langs søen
Der går en 50 km lan sti rundt om søen. Den er ret jævn, og om sommeren benyttes den af mange vandrere, jokkere og cyklister. Broen Ponte delle Stecche ("Pindebroen") er blevet bygget i en af de smallere dele af søen, og kan forkorte turen rund o søen. En ældre ubrugt bro står nærved.
Det nærliggende Capannelle Pass, ligger 15 km væk og tiltrækker mange cyklister og motorcyklister i årets varme måneder.

## Omliggende byer
- Campotosto
- Mascioni
- Poggio Cancelli